# Belgrandia heussi
Belgrandia heussi is een slakkensoort uit de familie van de Hydrobiidae. De wetenschappelijke naam van de soort is voor het eerst geldig gepubliceerd in 1963 door C. Boettger.